# Heltid
Heltid är ett uttryck som definierar en anställning uttryckt i ett antal timmar per vecka eller annan tidsperiod. Antalet timmar som utgör heltid varierar mellan länder, men ligger i Västvärlden ofta runt 35–40 timmar per vecka.
En anställning på heltid är den arbetstid som oftast betraktas som normal för en person som har ett arbete som man försörjer sig eller sin familj på. Omfattningen av en heltid kan endera vara bestämd i lag eller i avtal, beroende på land. Om man arbetar mindre än heltid för en arbetsgivare arbetar man deltid. Arbetar man tillfälligt mer än heltid för en arbetsgivare, arbetar man övertid.
Det förekommer att vissa former av förmåner eller socialförsäkringar är knutna till en heltidsarbetande, och att samma förmåner inte utgår till deltidsarbetande.

## Sverige
I Sverige avser heltid normalt 8 timmars förvärvsarbete per vardag, det vill säga 40 timmar per vecka. I vissa fall kan skiftform eller arbetstidsförkortning påverka arbetstiden.
"Den teoretiska arbetstiden i Sverige för personer som arbetar heltid är 40 timmar per vecka eller 2 080 timmar om året. Den faktiska arbetstiden per sysselsatt är betydligt kortare, för år 2016 var den 1 621 timmar." Motsvarande genomsnitt för OECD var 1763. 
Som exempel på heltid hade år 2009 sammanlagt 226 arbetsdagar, om man från årets 365 dagar drar bort lördagar, söndagar och andra helgdagar, samt 25 semesterdagar. Med 8 timmars arbetsdag ger det en årsarbetstid på 1808 timmar (226 × 8 = 1808).